# Henry de Buttet
Pour les articles homonymes, voir Buttet.
Pour les autres membres de la famille, voir Famille de Buttet.
Henry de Buttet, né le 20 novembre 1907 à Amiens, Somme, France, et mort le 3 septembre 2005 à Saint-Denis, France, est un officier des services de renseignement français. Il s'est distingué comme résistant pendant la Seconde Guerre mondiale dans le cadre de l'Organisation de résistance de l'armée (O.R.A.). Il est connu comme historien.

## Biographie

### Origines
Henry de Buttet est le descendant d'une ancienne famille noble savoyarde originaire d'Ugine. Il est né le 30 novembre 1907, à Amiens (Somme) et mort le 3 septembre 2005 à Saint-Denis (Seine-Saint-Denis), à l'âge de 97 ans
Son père, Xavier de Buttet (1875-1954), officier de carrière, originaire de Belmont-Tramonet, en Savoie, est grièvement blessé en 1914, dans les Vosges. Sa mère est Marguerite Leroux de Puisieux.
Le lieutenant Henry de Buttet, officier de carrière, épouse à Vebret, Cantal, le 9 octobre 1934, Monique Viénot de Vaublanc (1912-1979), fille du baron Pierre Viénot de Vaublanc et de Marguerite Dupont de Saint-Ouen.

### Carrière
Titulaire d'une licence de droit, il effectue son service militaire en 1929 au 28e BCA, comme officier de réserve. Puis, fidèle aux traditions de sa famille, il embrasse la carrière des armes en suivant le cursus de l'École militaire des officiers d'active de Saint-Maixent. Il est muté en 1932 au 29e BCP à Gérardmer, en qualité de lieutenant, comme chef de peloton d'éclaireurs skieurs dans une unité de chasseurs alpins.
Après une courte période dans l'armée de forteresse de la Ligne Maginot, maîtrisant parfaitement la langue allemande, il est admis en 1937 dans les services de Renseignement de l'Armée comme chef d'antenne à Thionville. Le poste de Thionville relève du BREM de Metz. Il anime un réseau en Luxembourg, contre les Nazis infiltrés dans ce pays allié.C'est ce poste de Metz qui fournit le compte-rendu d'activité le plus détaillé. Il entretenait un réseau de dix-neuf agents réguliers (Français) et de cinq agents doubles (Franco-Luxembourgeois). Les historiens militaires soulignent « l'activité souvent couronnée de succès du B.A.T de Thionville (capitaine de Buttet) ». Le poste de Metz avait mené de nombreuses missions et entretenait à cet effet des agents luxembourgeois. De nombreux  honorables correspondants luxembourgeois des services secrets français seront victimes des nazis :ils seront arrêtés par la Gestapo après l'invasion allemande. Lily Unden, (1908-1989), figure emblématique de la Résistance luxembourgeoise, sera déportée au camp de Ravensbrück dont elle reviendra miraculeusement. Elle restera liée d'amitié avec Henry de Buttet jusqu'à la fin de sa vie. Le capitaine de Buttet, lui-même, avait réussi à échapper avant l'invasion allemande, à une embuscade tendue à la frontière luxembourgeoise par des agents de la Gestapo, dans une affaire connue sous le nom de « Caroline ».
Après l'Armistice du 22 juin 1940, le capitaine de Buttet est muté en Zone Libre. Il rend une courte visite à sa famille réfugiée en Auvergne, dans le département du Cantal. Il y rencontre le lieutenant-colonel Jean Touzet du Vigier, oncle de son épouse, tout droit sorti de la Bataille de Belgique et de la Défense de la Loire, à la tête d'une Brigade de blindés, contre les troupes allemandes. Les deux officiers se concertent et décident de s'orienter vers une action souterraine de résistance contre l'ennemi, chacun dans son domaine de compétence.
Il participe à Pau, Pyrénées-Atlantiques, au combat contre les nazis, dans le cadre de l'Organisation de résistance de l'Armée (O.R.A). Outre sa mission sur l'Espagne, il avait la mission de contrôler la zone côtière atlantique d'Hendaye à Arcachon et d'y suivre l'Ordre de Bataille (OdB) et les activités des troupes d'occupation. Dans le réseau Kléber-Vénus, l'antenne de Pau  étendit son action sur les régions de Bordeaux et de Dax. Il disposait notamment d'un agent de premier ordre en la personne d'un gros négociant de Biarritz relevant de l'antenne de Pau. Par lui furent recueillis des renseignements de valeur sur la collaboration politique et économique de l'Espagne avec le Reich, ainsi que sur les bases navales de la Kriegsmarine.
Le capitaine de Buttet, père de famille nombreuse, est chef de groupe chez les scouts du collège L'immaculée Conception à Pau, où deux de ses enfants sont scolarisés. Certains routiers du groupe de scouts participent aux liaisons. Il exerce le métier de garagiste à Pau, spécialisé dans le montage des systèmes d'équipement de gazogène des véhicules automobiles alimentés par les bouteilles de gaz de Saint-Marcet : cet excellent camouflage professionnel autorise les déplacements en voiture ou en dépanneuse. Il est en contact à Saint-Gaudens avec Marcel Loubens, agent de liaison de la Résistance, passeur de frontière entre la France et l'Espagne des résistants en partance pour rejoindre le général de Gaulle à Londres, via Gibraltar. Il rencontre à Pau Marie-Madeleine Fourcade, responsable du Réseau Alliance, mais préserve soigneusement le cloisonnement indispensable à la sécurité de ses propres agents.
Il échappe aux arrestations massives opérées par la Gestapo. Le général Frère, fondateur de l'Organisation de résistance de l'Armée, arrêté à Royat par l'Abwehr, le 13 juin 1943, est mort au Camp de concentration de Natzweiler-Struthof. Son successeur, le général Verneau, arrêté à son tour, est mort à Buchenwald. Le dernier chef de l'O.R.A, le général Georges Revers, échappe aux arrestations massives de la Gestapo et vient à Pau en inspection pour appuyer la réorganisation du réseau de résistance animé par le capitaine de Buttet. Henry de Buttet rallie les agents du réseau Vénus-Kleber et transmet à Alger des messages sur les mouvements des troupes allemandes, qui serviront aux alliés pour l'organisation des débarquements de 1944 en Normandie et en Provence. Les messages sont transmis par un poste radio clandestin, sous la protection des cyclistes, membres du réseau Vénus-Kléber, très attentifs aux mouvements de la radiogoniométrie allemande.
À la Libération, le commandant de Buttet est affecté à la DGER comme chef de bureau des missions parachutées sur l'Allemagne. Il participe en 1946 aux recherches du Haut Commissariat Français en Autriche, sous les ordres du général Béthouart, au service de la DRA à Seefeld. En 1948, il est muté dans la demi-brigade de chasseurs de Vincennes. En 1949, il commande le 2e bataillon du 93e RI au camp de Frileuse. Après son affectation en 1951 comme chef du 4e Bureau à l'État-major de la subdivision de Versailles, il est muté en 1957 au Maroc, puis en Algérie, et sert, comme chef d'état-major, à la 93e demi-brigade d'Infanterie, stationnée dans les monts de l'Ouarsenis. Il est rapatrié en Métropole en 1959 et obtient son affectation au Service Historique de l'Armée de Vincennes.

### L'historien
Le colonel de Buttet a exercé pendant 10 ans les fonctions de chef de la Section ancienne du Service Historique de l'Armée au Château de Vincennes, dirigé par le général Charles de Cossé-Brissac.En 1965, il rédige une préface dans le Livre du Souvenir des femmes concentrationnaires luxembourgeoises, à la demande de Lily Unden, ancienne déportée de Ravensbrück, membre du Conseil National de la Résistance en Luxembourg. Mis à la retraite en 1967, il est désigné comme conservateur au Musée de l'Armée à l'Hôtel des Invalides, dirigé par le général Henri d'Avout d'Auertstaedt. À ce titre, il organise en 1971, la première version de l'exposition de la Guerre 1939-1945, qui est inaugurée par Michel Debré, ministre de la Défense nationale.
En 1972, il est élu président de la Société Historique de Haute-Picardie à Laon et président de la Fédération des Sociétés Historiques et Archéologiques de l'Aisne. Il est également membre correspondant de l'Académie de Savoie.

## Publications
À l'occasion de nombreux colloques et congrès nationaux et internationaux, Henry de Buttet a publié des articles et ouvrages historiques, enregistrés au catalogue de la Bibliothèque nationale.

### Articles et Ouvrages
- Les Méthodes de travail du dépôt de la Guerre (Presses de la Cité.1961).
- Premiers pas vers un essai de prévoyance militaire (AGPM.no 35.1963).
- La justice du Prévost Général des Bandes(Infanterie) (Comité des travaux historiques et scientifiques du Ministère de l'Éducation Nationale).(CTHS). Poitiers-1962.
- Le rachat de la charge de Maréchal-Général des Camps et Armées du Roi.(CTHS).Clermont-Ferrand-1963.
- La mission de Monsieur de La Chapelle à Lyon(1790-1791). (CTHS).Lyon-1964.
- La dépense du soldat en 1772. (CTHS). Nice-1965.
- Louis François Carlet de La Rozière et ses reconnaissances des côtes de la Bretagne(1765-1772). (CTHS). Rennes-1966.
- Le comité de la Brigade de Cavalerie en garnison à Strasbourg en 1729. (CTHS). Strasbourg-1967).
- Les Invalides en 1709.(CTHS). Nantes-1972.
- Problèmes de frontière en 1712 dans la Généralité de Soissons. (CTHS). Lille-1976.
- Détenus politiques de la Pension de Santé Belhomme sous l'Empire et la Restauration(CTHS). Limoges-1977
- Tirage au sort de la Milice à Treignac en 1778.(CTHS). Bordeaux. 1979.
- Le vin des Invalides.(CTHS). Perpignan-1981.
- Faux saunage militaire dans la Généralité de Soissons à la fin de la guerre de succession d'Espagne.(CTHS)
- Le Bataillon du Pacifique de la Grande Guerre(1916-1918). Revue Historique de l'Armée(RHA)-1966
- Le duc d'Orléans, créateur des chasseurs à pied. (RHA).1966.
- L'iconographie au service de l'Histoire: Les aquarelles de Rivoli. (RHA). 1968.
- Pierre Lemau de La Jaisse : in Mémoires / Fédération des sociétés d'histoire et d'archéologie de l'Aisne, t. XXV, Laon, Société historique de Haute-Picardie, 1980 (lire en ligne)
- Promotions d'officiers d'artillerie provenant du corps des sous-officiers sous le Premier Empire, Années 1805 à 1807. (Revue Internationale d'Histoire Militaire). 1977.
- Mener un siège au XVIe siècle (Commémoration du siège de Laon par Henry IV en 1594). 1994.
- la question des Invalides (Société des amis du musée de l'Armée(A.M.A). 1960.
- Le Maçon d'Ormoy, premier Gouverneur des Invalides.(A.M.A). 1962.
- Blanchard de Saint-Martin, deuxième Gouverneur des Invalides. (A.M.A). 1964.
- Pour servir à l'Histoire du musée de l'Armée. (A.M.A). 1966.
- Georges Scott, peintre militaire.(1873-1943). (A.M.A). 1967.
- La Salle 39-45 du Musée de l'Armée. (A.M.A). 1971.
- La Bibliothèque du Musée de l'Armée. (A.M.A). 1973.
- Le Maréchal Sérurier, Gouverneur des Invalides (A.M.A). 1977.
- Centenaires des Invalides (A.M.A). 1982.
- Louis XVII aux Invalides: Une folle Histoire. (A.M.A). 1983.
- Les statuettes de Charles Lefort. (A.M.A). 1984.
- Les trésors perdus. (ouvrage collectif: Les Invalides, trois siècles d'Histoire). 1971.
- Les Compagnies détachées d'Invalides. (Collectif
- La vie aux Invalides sous le règne de Louis XIV. (Collectif).
- La nécropole prestigieuse. (Collectif).
- Gouverneurs et Commandants des Invalides. (Collectif).
- La vie à Laon en 1886. (Mémoires de la Fédération des Sociétés Historiques et archéologiques de l'Aisne-FSHAA). 1962.
- Les invalides de l'Aisne(FSHAA). 1964.
- Le cri d'armes (FSHAA). 1964.
- Le Maréchal Sérurier. (FSHAA). 1974.
- Lemau de Lajaisse.Ribémont. (FSHAA). 1975.
- L'affaire du Régiment de Touraine Infanterie. (FSHAA). 1979.
- Promenade d'un écolier à Foigny en 1773. (FSHAA). 1980.
- Une mystification: la prétendue Commanderie des Templiers de Royaucourt(FSHAA). 1981.
- Éloge du Président Moreau-Néret. (FSHAA). 1982.
- Du nouveau sur Mathieu Lenain. (FSHAA). 1983.
- « Une femme de Lettres du pays laonnois: la comtesse de Miremont(1735-1811) », Mémoires de la fédération des sociétés d’histoire et d’archéologie de l’Aisne, tome XXXIV, 1989, p. 78-94. Numérisé.
- L'incendie du Prieuré de Longpré en 1711. (FSHAA). 1985.
- Préface du Livre du Souvenir de l'amicale des concentrationnaires et prisonnières politiques luxembourgeoises(39-45). 1965. Luxembourg. Imp Bourg-Bourger. 236P[20].
- Le Chemin des Dames. 1977.
- Henri Descamp, capitaine de gendarmerie de Soissons, Résistant et déporté, exécuté en 1943.(1983).
- Commémoration du 60e anniversaire de l'Armistice. 1978.
- Les Invalides rénovées(Revue de l'Institut Napoléon). no 102-1967.

### Conférences
- Le poète Santeuil et ses hymnes (XVIIe siècle).
- Tentatives de germanisation de l'Europe par la colonisation paysanne du IIIe Reich (1940-1945).
- Les combattants de juin 40.
- Maxime de Sars (Centenaire de sa naissance).
- L'abbé Hénocque, héros de 14-18, déporté en 1944, et son ouvrage "Les antres de la bête".
- Les Cuirassiers à pied au moulin de Laffaux (1917).
- Les Plans-Reliefs.

## Distinctions
Henry de Butttet est récipiendaire des décorations suivantes :
- Officier de la Légion d'honneur[Quand ?]
- Croix de guerre 1939-1945, palme de bronze (une citation à l'ordre de l'Armée)[21]
- Médaille de la Résistance française[22]
- Croix du combattant volontaire de la Résistance
- Chevalier de l'ordre des Palmes académiques
- Croix de guerre 1940-1945 du Luxembourg[23].

Son épouse, Monique Viénot de Vaublanc (1912-1979), fut décorée de la médaille de la Résistance, de la croix du combattant volontaire de la Résistance et de la médaille de la Famille Française.